# Mercury Milan
El Mercury Milan és un cotxe de tipus mid-size fabricat a Hermosillo, Sonora, Mèxic per Mercury, una divisió de Ford Motor Company. Construït sota la plataforma Ford CD3 que comparteix amb altres models com el Mazda 6. La seva comercialització va començar el 2005 i es va vendre com a model 2006. Els predecessors del Milan és el substitut del Mercury Mystique i el Mercury Sable 1.
El model de Mercury suposa una versió del Ford Fusion amb uns acabats de millor qualitat, de fet, cobreix l'espai entre el Fusion i el Lincoln MKZ. Les principals diferències entre el Fusion i el Milan són que aquest equipa un disseny frontal i posterior únic, llums LED, portes posteriors grans, fars de projecció i llums antiboira, suspensió modificada i un interior actualitzat.

## Introducció i característiques

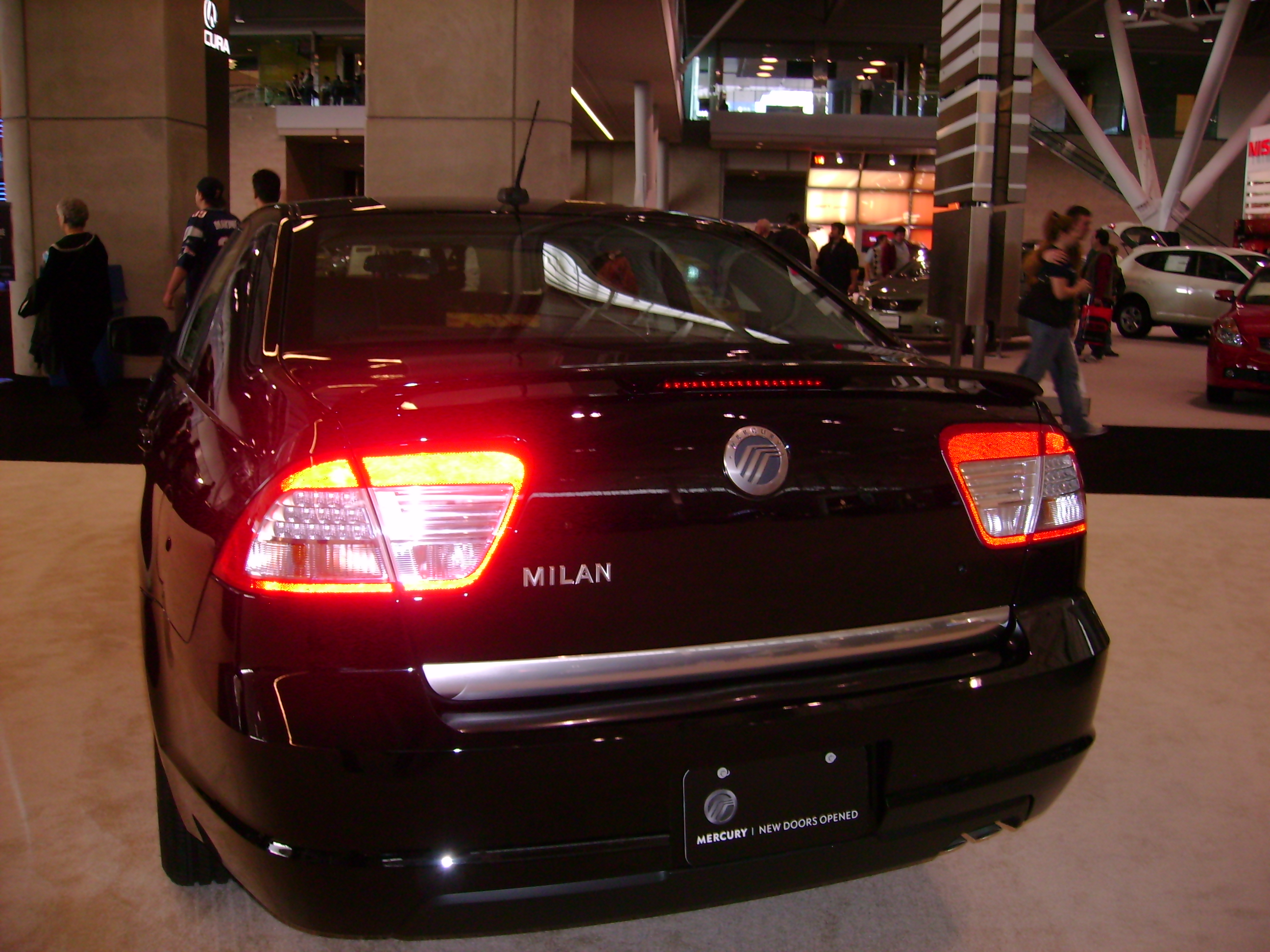
Part posterior d'un Mercury Milan del 2008

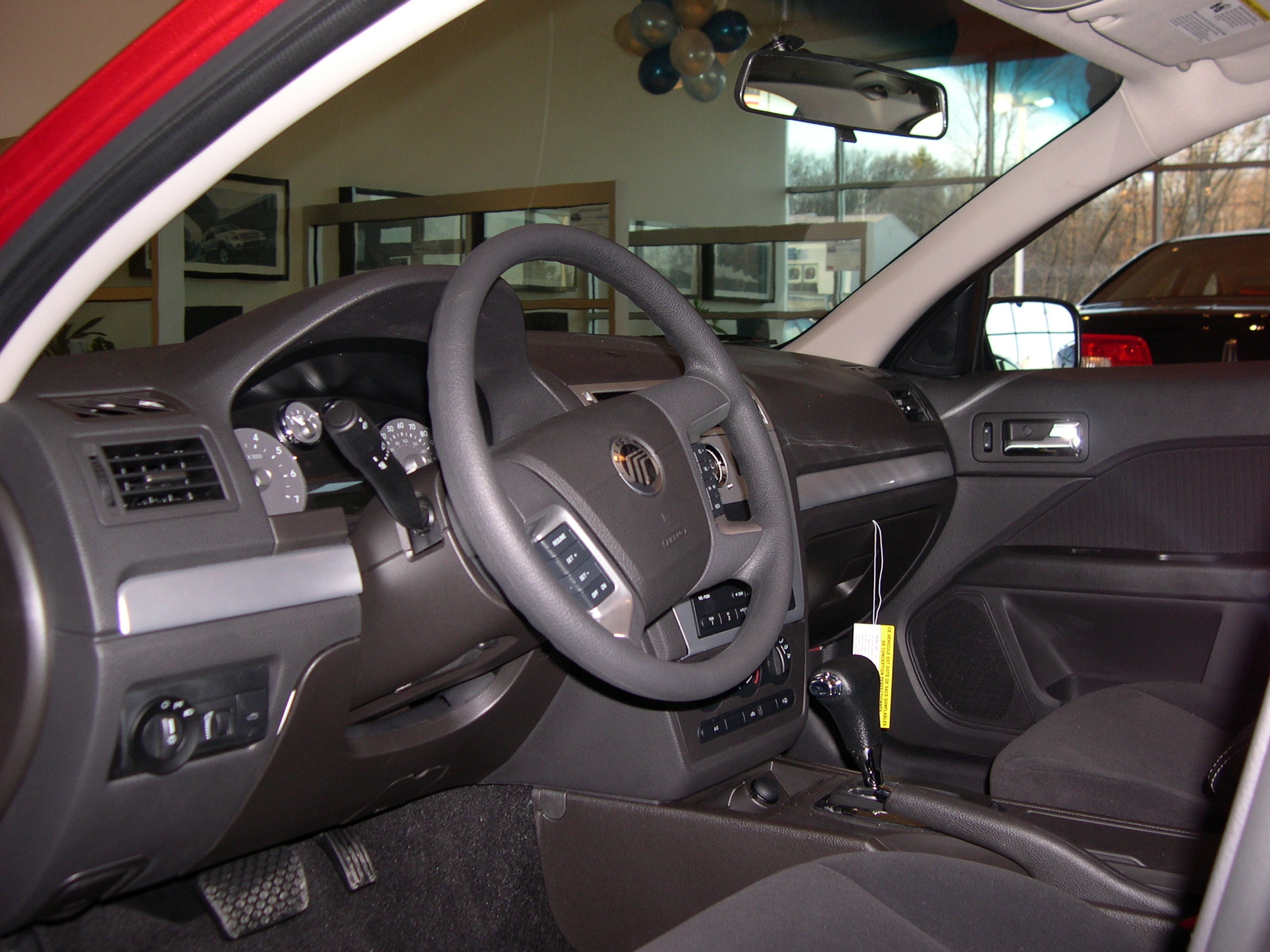
Interior d'un Mercury Milan del 2006

El Milan 2.3L equipa una caixa manual de 5 velocitats i en opció pot equipar-se una automàtica de 5 velocitats. A partir del 2007 tots els Milan amb motor 3.0L V6 equipen una caixa automàtica de 6 velocitats Aisin. La tracció integral (AWD) s'afegeix com a opció al model del 2007 però només a les versions V6. A més s'afegeix un sistema de navegació per DVD com a opció i de sèrie s'equipen un connector auxiliar per connectar un MP3 per als cotxes "Job 2" que a més, han obtingut uns bons resultats en matèria de seguretat en part per la substitució de certs materials de l'interior a part d'incrementar la seguretat en casos d'impacte lateral.

## Mides
- Batalla (Wheelbase): 2,727 m (107.4 in)
- Llargada (Length): 4,861 m (191.4 in)
- Amplada (Width): 1,833 m (72.2 in)
- Alçada (Height): 1,447 m (57.2 in)
- Pes (Curb weight): 1433-1519 kg (3117-3303 lb)

Capacitat del dipòsit: 66 l (17.5 galons EUA)
Capacitat del portaequipatges: 500 cm3 (15.8 cu. ft.)
| Motor                   | Potència          | Torsió             | Transmissió             | Consum MPG (KPL)         |
| ----------------------- | ----------------- | ------------------ | ----------------------- | ------------------------ |
| 2.3 L Duratec 23        | 160 cv @ 6250 rpm | 212 N·m @ 4250 rpm | 5 velocitats manual     | 23/31 mpg (9.8/13.2 kpl) |
| 2.3 L Duratec 23        | 160 cv @ 6250 rpm | 212 N·m @4250 rpm  | 5 velocitats automàtica | 23/31 mpg (9.8/13.2 kpl) |
| 3.0 L Duratec 30 V6     | 221 cv @ 6250 rpm | 278 N·m @ 4800 rpm | 6 velocitats automàtica | 21/29 mpg (9/12.3 kpl)   |
| 3.0 L Duratec 30 V6 AWD | 221 cv @ 6250 rpm | 278 N·m @4800 rpm  | 6 velocitats automàtica | 19/26 mpg (8/11 kpl)     |

Tal com s'ha esmentat anteriorment, amb aquestes millores el IIHS ha atorgat al Mercury Milan 2007 la qualificació de "good" en els tests de xoc frontal. i xoc lateral Per part del NHTSA per al mateix model li atorga 4 estrelles en xoc frontal i xoc lateral posterior i 5 estrelles en xoc lateral.
Competidors del Milan són el Saturn Aura, el Hyundai Sonata o el Chrysler Sebring.

## Premis i resposta dels consumidors
- Al Novembre del 2006 Consumer Reports van qualificar al Ford Fusion/Mercury Milan com un dels models més fiables disponible als Estats Units. (4th Place).[4]
- AutoPacific li atorga el premi 2006 Vehicle Satisfaction Award for Midsize Cars
- 2007 Consumer Guide® li atorga el títol de Recommended Mid-size Car
- J.D. Power & Associates atorga el "Quality Winner" en la categoria Mid size al Milan l'any 2007.

## Informació mediambiental
El Mercury Milan 2007 amb motor 2.3L i caixa manual té uns consums de 23 mpg ciutat/31 mpg autopista, l'equivalent a 7,6 l/100 per autopista i 10,2 l/100 per ciutat. Sobre emissions, el Milan emet 7,0 tones de CO₂ a l'atmosfera anualment, i té una qualificació ecològica de 68.